# ژان پینگ
ژان پینگ (Jean Ping) (تلفظ فرانسوی: [ʒɑ̃ piŋ]؛ متولد ۲۴ نوامبر ۱۹۴۲ در آمبوو)، یک دیپلومات و سیاست‌مدار گابن است، که از سال ۲۰۰۸ تا ۲۰۱۲ به عنوان رئیس کمیسیون اتحادیه آفریقا خدمت کرد. او که پدرش چینی و مادرش گابنی بود، اولین فرد چینی‌تبار است، که شاخه اجرائی اتحادیه آفریقا را رهبری نمود.
ژان پینگ از سال ۱۹۹۹ تا ۲۰۰۸ به عنوان وزیر دولت و وزیر امور خارجه، همکاری و فرانکفونی جمهوری گابن خدمت کرد و از سال ۲۰۰۴ تا ۲۰۰۵ رئیس مجمع عمومی سازمان ملل متحد بود. وی در انتخابات ریاست جمهوری گابن در سال ۲۰۱۶ در مقابل رئیس‌جمهور علی بونگو ایستاد.

## زندگی‌نامه

### زندگی شخصی
پینگ در آمبوو، یک شهر کوچک در تالاب Fernan Vaz، در جنوب پورت جنتیل متولد شد. پدرش، چنگ ژیپینگ، که گابنی‌ها او را وانگ پینگ صدا می‌زدند، یک چینی اهل ونژو، ژجیانگ بود، که در دهه ۱۹۲۰ به عنوان کارگر استخدام گردیده و به یک دروگر الوار تبدیل شد. چنگ که با ژرمن آنینا، دختر گابنی یکی از رهبران قبیلهٔ که در کنگو به دنیا آمده بود ازدواج کرد، پسرش را تشویق کرد، تا با بورسیه دولت گابن در فرانسه تحصیل کند.
پینگ دارای دکترای علوم اقتصادی از دانشگاه Paris 1 Patheon-Sorbonne است، که زیر نظر رنه پاست در سال ۱۹۷۵ به‌دست‌آورد.
پینگ قبلاً با پاسکالین بونگو، دختر رئیس‌جمهور عمر بونگو رابطه داشته و از او دو فرزند دارد، او همچنین با ماری-مادلین لیان نیز فرزندانی دارد. با این حال، او همیشه با ژان-ترز که اصالت ایتالیایی-عاج دارد متأهل باقی ماند. او پدر هشت فرزند است.

### سمت‌های بین‌المللی
در سال ۱۹۷۲ میلادی، پینگ به عنوان یک کارمند ملکی بین‌المللی در یونسکو در پاریس شروع به کار کرد. او از سال ۱۹۷۸ تا ۱۹۸۴ میلادی به عنوان نماینده دائمی گابن در یونسکو خدمت نمود و سپس در سیاست کشورش دخیل شد. او همچنین در سال ۱۹۹۳، زمانی که گابن یک کشور عضو بود، رئیس اوپک بود.
پینگ در سال ۲۰۰۴ میلادی به عنوان ۵۹ مین رئیس مجمع عمومی سازمان ملل متحد انتخاب گردید.
پینگ در اولین دور اتحادیه آفریقا در سال ۲۰۰۸ میلادی به عنوان رئیس این کمیسیون انتخاب شده و سمتش را در سال ۲۰۱۲ ترک گفت.
پینگ چندین بار در کنفرانس‌های بین‌المللی متعددی نماینده گابن بوده‌است: یونسکو، سازمان اتحادیه آفریقا (اکنون به عنوان AU شناخته می‌شود)، جنبش عدم تعهد، سازمان همکاری اسلامی (OIC)، سازمان کشورهای صادرکننده نفت (اوپک)، بانک جهانی، اجلاس‌های فرانکفونی، مجمع‌های فرانسه-آفریقا، آفریقا-کارائیب-اقیانوس آرام-اتحادیه اروپا، چین-آفریقا، کنفرانس بین‌المللی توکیو در مورد توسعه آفریقا (TICAD) و کنفرانس‌های ایالات متحده-آفریقا که در رابطه با قانون رشد و فرصت آفریقا (AGOA) سازمان‌دهی شده‌اند.
پینگ در میانجی‌گری‌های متعددی که توسط رئیس‌جمهور عمر بونگو برای بازگرداندن صلح و ثبات در آفریقای مرکزی راه‌اندازی شد، مشارکت داشته‌است: DRC، جمهوری کنگو، چاد، جمهوری آفریقای مرکزی و سائوتومه و پرنسیپ. در ۱۷ دسامبر ۲۰۱۰، اتحادیه آفریقا از او خواست تا راه حلی برای بحران ساحل عاج بیابد. این کشور در آن زمان درگیر جنگ قدرت بود که از دور دوم انتخابات ریاست جمهوری ۲۸ نوامبر ۲۰۱۰ ادامه داشت و هر دو نامزد، لوران گباگبو و آلسان اوتارا، خود را پیروز اعلام کردند.
پینگ از مداخله نظامی فرانسه در لیبی در سال ۲۰۱۱ انتقاد کرد، که به نظر او این کشور را ویران و منطقه را بی‌ثبات کرد. او این سیاست را «نئو استعماری» توصیف کرد که با مداخله‌گری برنارد هانری لوی و تصمیم نیکلا سارکوزی برای رد سیاست سنتی فرانسه و «رفتن به جنگ، آتش کردن تفنگ‌ها و رهبری خصومت‌ها از جلو، تحت پوشش پرچم سازمان ملل و زیر چتر نظامی آمریکا و ناتو». او یک سیاست غربی را محکوم کرد که «برگرفته از احساسات پست و اشتیاق غالب بر عقاید است».

### حرفه سیاسی
پینگ در سال ۱۹۷۲ میلادی، در یونسکو در بخش روابط خارجی و همکاری به عنوان یک کارمند ملکی بین‌المللی شروع به کار کرد. در سال ۱۹۷۸ میلادی مشاور سفارت گابن در فرانسه شده و متعاقباً نماینده دائمی گابن در یونسکو شد و تا سال ۱۹۸۴ در این سمت باقی ماند.
پینگ پس از بازگشت به گابن در سال ۱۹۸۴ میلادی، زندگی سیاسی‌اش را به عنوان رئیس دفتر عمر بونگو، رئیس‌جمهور جمهوری گابن آغاز گرد.

#### حرفه وزارت
در ۲۶ فوریه ۱۹۹۰، پینگ به عنوان وزیر اطلاعات، خدمات پُستی، مخابرات، توریسم، اوقات فراغت و اصلاحات بخش شبه دولتی با مسئولیت روابط پارلمانی و سخن‌گوی دولت منصوب شد. وی قبل از این‌که از ۲۹ آوریل ۱۹۹۰ تا ژوئن ۱۹۹۱ به سمت سرپرستی وزارت معادن، انرژی و منابع هیدرولیک برود، برای مدت ۱۹ ماه از ۲۸ اوت ۱۹۹۲ تا ۲۴ مارس ۱۹۹۴، تنها مدت کوتاهی در این سمت حضور داشت.
پینگ قبل از این‌که در ۳۰ اکتبر ۱۹۹۴ معین مالیه، اقتصاد، بودجه و خصوصی‌سازی شود، در ۲۵ مارس همان سال برای اولین بار مسئولیت وزارت امور خارجه و همکاری را به عهده داشت.
پینگ در انتخابات پارلمانی دسامبر ۱۹۹۶، انتخابات پارلمانی دسامبر ۲۰۰۱ و انتخابات پارلمانی دسامبر ۲۰۰۶، از آمبوو به مجلس نمایندگان انتخاب گردید.
پینگ از ۲۷ ژانویه ۱۹۹۷ تا ۲۵ ژانویه ۱۹۹۹ به مدت دو سال وزیر برنامه‌ریزی، محیط زیست و توریسم بود و سپس مجدداً مسئولیت وزارت امور خارجه و همکاری را بر عهده گرفت، که این بار با پورتفولیوی فرانکفونی و با عنوان وزیر دولت به این سمت رسید. او تا زمان انتخابش به عنوان رئیس کمیسیون اتحادیه آفریقا در ۶ فوریه ۲۰۰۸ در آن‌جا باقی ماند، سمتی که آن را تا ۱۵ اکتبر ۲۰۱۲ حفظ کرد. در این آخرین دوره نُه ساله وزارت بود که او از ۲۰۰۴–۲۰۰۵ به عنوان رئیس مجمع عمومی سازمان ملل خدمت کرد.
در ۱ فوریه ۲۰۱۴، پینگ ناامیدی خود را از حزب حاکم دموکراتیک گابن (PDG) اعلام کرد و در ۱۹ فوریه ۲۰۱۴ استعفا داد. او از آن زمان در درگیری آشکار با رئیس‌جمهور علی بونگو بوده و بر متحدکردن نیروهای مخالف در ساختاری به نام Front uni de l'opposition pour l'alternance (FUOPA) تمرکز داشت.

#### انتخابات ریاست جمهوری ۲۰۱۶
در یک نشست سیاسی در شهر اویم در ۲۵ اوت ۲۰۱۵، پینگ رسماً پیشنهاد خود را برای تبدیل‌شدن به تنها نامزد مخالفان برای انتخابات ریاست جمهوری ۲۷ اوت ۲۰۱۶ آغاز کرد.
در آستانه انتخابات ریاست جمهوری ۲۰۱۶، پینگ به همراه رئیس‌جمهور مستعفی علی بونگو، یکی از دو نامزد مورد علاقه، در کنار هشت نامزد دیگر بود. چهار نامزد دیگر از او حمایت کردند: کازیمیر اویه امبا، نخست‌وزیر سابق، گی انزوبا-نداما، رئیس سابق مجلس نمایندگان، لئون پل نگولاکیا، پسر عموی رئیس‌جمهور بونگو و رولاند دزیره آبا مینکو، یک نامزد مستقل.
بر اساس نتایج رسمی ۳۱ اوت ارائه شده توسط CENAP، کمیسیون ملی انتخابات گابن، که بی‌طرفی آن به شدت مورد انتقاد مخالفان قرار گرفته‌است، علی بونگو را با ۴۹٫۸ درصد آرا پیروز اعلام کرد. پیروزی او در حالی برگزار شد که ژان پینگ با ۴۸٫۲ درصد تنها با ۵۵۹۴ رای شکست خورد. تقلب به ویژه در استان هاوت اوگوئه ادعا شد، پایگاه علی بونگو، که مشارکت مردمی به ۹۹٫۹۳ درصد در مقابل ۵۹٫۵ درصد در سطح ملی بود که ۹۸ درصد از آرا به نفع او رسید.
در شب ۳۱ اوت تا ۱ سپتامبر ۲۰۱۶، مقر ستاد انتخابات ریاست جمهوری پینگ مورد حمله نیروهای نظامی قرار گرفت که چندین نفر کشته شدند. پینگ از آن زمان «کودتای نظامی-انتخاباتی» را محکوم کرده‌است.
در ۲ سپتامبر، پینگ در یک کنفرانس مطبوعاتی گفت: «همه دنیا می‌دانند که رئیس‌جمهور کیست: من هستم، ژان پینگ». وی خواستار بازشماری آرا توسط شعبه اخذ رای شد. پیشتر در ۳۰ اوت، سفیر آمریکا در گابن خواستار انتشار نتایج توسط شعبه رای‌گیری شد و اظهار داشت که «رأی دهندگان به دلیل ناکامی‌های سیستماتیک و بی نظمی‌های متعدد ناامید شده‌اند». در ۱ سپتامبر، اتحادیه اروپا همچنین اعلام کرد: «اعتماد به نتایج انتخابات تنها با یک راستی آزمایی شفاف، رای‌گیری شعبه به شعبه می‌تواند احیا شود».
در ۲۴ سپتامبر ۲۰۱۶، دادگاه قانون اساسی بونگو را با ۵۰٫۶۶ درصد آرا، بالاتر از پینگ با ۴۷٫۲۴ درصد، برنده اعلام کرد. پس از صدور حکم، پینگ که تحت فشار جامعه بین‌المللی به دادگاه عالی شکایت کرده بود، با مردم گابن صحبت کرد: «دیروز، دادگاه علی‌رغم و برخلاف همه چیز حکم خود را صادر کرد، حاکمیت مردم گابن را زیر پا گذاشت و آشکارا درخواست فوری جامعه ملی و بین‌المللی برای شفافیت را نادیده گرفت. اما این حکم مردم گابن را متحد یا راضی نمی‌کند زیرا مردم گابن آن را به رسمیت نمی‌شناسند. و جامعه بین‌المللی نیز به آن اعتبار نخواهد بخشید».